# David Peart
David Peart é um ator britânico, notável por seu trabalho na televisão e teatro (The Audience). Em 2014, apareceu no documentário Jumbo: The Plane that Changed the World interpretando Juan Trippe.